# Tommy Svensson
Thomas „Tommy” Svensson (ur. 4 marca 1945 w Växjö) – szwedzki piłkarz grający na pozycji pomocnika i trener. Podczas kariery piłkarskiej grał Östers IF oraz belgijskim Standardzie Liège. W 1970 uczestniczył z reprezentacją Szwecji w Mistrzostwach Świata.
Po zakończeniu kariery piłkarskiej zajął się trenowaniem Östers IF oraz norweskiego Tromsø IL. W 1991 roku został selekcjonerem reprezentacji Szwecji, z którą osiągnął największe sukcesy po kilkudziesięciu latach posuchy w szwedzkim futbolu. W 1992 zdobył z reprezentacją brązowy medal Mistrzostw Europy, a dwa lata później brązowy medal Mistrzostw Świata. Po przegraniu eliminacji do Mistrzostw Europy 1996 oraz Mistrzostw Świata 1998 stracił funkcję selekcjonera reprezentacji Szwecji.